# 1731 Smuts
1731 Smuts este un asteroid din centura principală, descoperit pe 9 august 1948, de Ernest Johnson.